# Renate Heinisch
Renate Heinisch (ur. 15 grudnia 1937 w Boxbergu) – niemiecka polityk i farmaceutka, posłanka do Parlamentu Europejskiego IV kadencji.

## Życiorys
Studiowała farmację na uczelniach w Wiedniu i Würzburgu. Od 1962 do 1970 pracowała w instytucie farmakognozji, uzyskując stopień doktora. Później zatrudniona w firmie farmaceutycznej, w 1972 zajęła się własną działalnością w branży aptekarskiej.
Zaangażowała się w działalność polityczną w ramach Unii Chrześcijańsko-Demokratycznej. W latach 1989–2004 zasiadała w radzie powiatu Main-Tauber. Od 1992 do 1994 była członkinią sądu konstytucyjnego Badenii-Wirtembergii. Od 1994 do 1999 sprawowała mandat eurodeputowanej IV kadencji, zasiadając we frakcji Europejskiej Partii Ludowej.
W 2001 została stałym przedstawicielem BAGSO (niemieckiej federacji organizacji seniorów) w Brukseli. W 2002 powołana na członkinię Europejskiego Komitetu Ekonomiczno-Społecznego, mandat odnawiała na kolejne kadencje (do 2020).
Odznaczona m.in. Krzyżem Zasługi na Wstędze (1993) i Krzyżem Zasługi I Klasy (2000) Orderu Zasługi Republiki Federalnej Niemiec.